# Parafia Wieczerzy Pańskiej w Warszawie
Parafia Wieczerzy Pańskiej w Warszawie – parafia rzymskokatolicka należąca do dekanatu anińskiego, diecezji warszawsko-praskiej, metropolii warszawskiej Kościoła katolickiego w Warszawie. Obsługiwana przez księży diecezjalnych.
Parafia została erygowana w 1992. Obecny kościół parafialny został wybudowany w latach 90. XX wieku.